# Cobalt(II) chlorat
Cobalt(II) chlorat là một hợp chất hóa học có công thức Co(ClO3)2. Hợp chất này tồn tại dưới trạng thái là tinh thể hồng nhạt, tan trong nước. Hợp chất cũng được biết đến trong dạng ngậm nước. Muối khan không ổn định.

## Điều chế
Nó được hình thành bởi phản ứng giữa cobalt(II) sulfat và bari chlorat, kết tủa bari sulfat sẽ được tạo ra và dung dịch cobalt(II) chlorat được lọc ra.
CoSO4 + Ba(ClO3)2 → BaSO4↓ + Co(ClO3)2
Cũng có thể tạo ra cobalt(II) chlorat bằng phản ứng của bất kỳ muối chlorat nào với muối cobalt(II), tuy nhiên sản phẩm nguyên chất khó lọc ra hơn.

## Tính chất
Cobalt(II) chlorat có đầy đủ tính chất hóa học của muối.
Nó là một chất oxy hóa, như các muối chlorat khác.

## Hợp chất khác
Cobalt(II) chlorat còn tạo một số hợp chất với NH3, như Co(ClO3)2·4NH3 là tinh thể lục đậm hay Co(ClO3)2·6NH3 là tinh thể hồng.
Cobalt(II) chlorat còn tạo một số hợp chất với N2H4, như Co(ClO3)2·2N2H4 là tinh thể không màu, sẽ nổ nếu đun nóng đến 85–90 °C (185–194 °F; 358–363 K).